# Het Zoute
Het Zoute (Frans: Le Zoute) is het oostelijkste deel van de plaats Knokke en daarmee ook de oostelijkst gelegen badplaats van België.
Vanouds lag hier een smalle duinstrook aan zee. Voorts waren er de binnenduinen. Hiertussenin lag een buitendijks schorrengebied waar schapen graasden. Wat dieper in het binnenland lagen kleine nederzettingen van enkele boerderijtjes, waaruit uiteindelijk Knokke zou voortkomen.
Het Zoute is, nadat in 1908 de 'Compagnie Het Zoute' actief werd, een villawijk geworden. Het is het meest exclusieve deel van Knokke, dat qua vastgoed in 2021 een van de duurste gemeenten van België was.

## Stranden
Er zijn de stranden Appelzakstraat, Lekkerbek, Wielingen en Strandstraat.

## Compagnie Het Zoute
De eerste aankoop van grond in dit gebied door Philippe-François Lippens vond plaats in 1785. Het betrof de Nieuw-Hazegraspolder. In 1787 werden de schorren ten noorden van deze polder door hem ingedijkt. Dit was de Zoute Polder, en waterstaatkundig was dit het Waterschap van de Zoute Polder.
Toen het toerisme opkwam besloot dit Waterschap om de gronden in eigen beheer te verkavelen, waartoe in 1908 de Compagnie Immobilière du Zoute opgericht werd, een vastgoedonderneming die tegenwoordig Compagnie Het Zoute heet. De eigenaren van Het Zoute waren leden van de adellijke familie Lippens, met name Raymond Lippens en Maurice Lippens. Deze bezat 1100 ha landbouwgrond en duingebied in deze streek. Ook de familie Piers de Raveschoot, die eveneens grond in Het Zoute bezat, nam in de beginjaren deel aan deze onderneming. In de jaren hieropvolgend stond het Waterschap al zijn grond af aan de Compagnie, waarna het in 1930 werd ontbonden.
De eerste (verblijfs)toeristen waren voornamelijk Engelsen, die ook hun gezondheidsidealen, alsmede tennis en golf, naar het Europese continent brachten. Hierdoor ontstond de Royal Zoute Golf Club, die een van de oudste golfterreinen van het continent was. Initiatieven daartoe werden al in 1900 genomen. Daarnaast werden tennisvelden aangelegd. Ook kwam er in Het Zoute een anglicaans kerkje, dat nog steeds bestaat.
Het gebied werd nu verkaveld, onder leiding van de Duitse stedenbouwkundige Hermann-Josef Stübben. Iedereen kon bouwen, maar er moest wel aan strenge voorschriften worden voldaan, zodat de bouwsels een zekere eenheid uitstraalden en Het Zoute een soort voorbeeldproject werd.
De Compagnie bouwde daarnaast ook kerken, en legde zelfs een vliegveld aan, dat van 1929-1959 in gebruik was. Het vliegveld diende voor sportvliegtuigjes, maar er hebben ook lijnvluchten naar Engeland en Nederland plaatsgevonden. Tijdens de Tweede Wereldoorlog nam de bezetter het in gebruik. Na de Tweede Wereldoorlog heeft het vliegveld nog een aantal jaren gefunctioneerd. In 1960 werd de grond waarop het vliegveld lag door boeren in gebruik genomen.
De Compagnie legde riolering aan en bouwde, in 1935, een van de eerste rioolwaterzuiveringsinstallaties van België, aan de Sint-Paulusdijk in het Hazegras.

## Tramlijnen
Sinds 1890 had Knokke al een stoomtram tussen Brugge en Heist. Wel via Knokke, maar niet tot Het Zoute. Ook niet via het station, want tot 1920 was er helemaal geen treinverbinding met Knokke. In 1891 was er al een plan voor een lijn naar Het Zoute. Het gemeentebestuur is nooit echt enthousiast geworden, en dat bleek toen al. Zodoende werd het 1904 voordat Het Zoute bereikt werd. Maar terwijl er al diverse elektrische tramlijnen in de wereld waren, moest dit pendellijntje zich tevreden stellen met paarden.
Na 1910 werd deze lijn overgenomen door de NMVB en omgebouwd en in 1912 in gebruik genomen als verlenging van de elektrische Kusttramlijn 1, komende uit Oostende, vanaf het station verlengd tot Het Zoute. Het lijnnummer 10 was in gebruik voor de lijn Brugge-Knokke-Het Zoute. In 1928 ging er ook een stadstramlijn 12 en 13 tot Het Zoute rijden (aanvankelijk lijn 5 en 6). Lijn 12 reed (vanuit Heist, via het casino) het hele jaar, en lijn 13 (vanaf het station) in de zomer. In 1928 werden de lijnen 12 en 13 verlengd naar Oosthoek, en zelfs ook naar Retranchement in Nederland (lijn H). Sindsdien reden er in de zomer zelfs doorgaande trams naar Breskens. Te Retranchement nam de Nederlandse stoomtram de rijtuigen over. De geplande elektrische lijn naar Breskens kwam er echter niet. In 1939 stopte deze internationale verbinding. In 1951 wordt ook Het Zoute-Oosthoek gesloten, en alle stadstramlijnen opgeheven. Alleen de interlokale lijn 1 naar Het Zoute blijft over. Ten slotte werd in 1967 onder gemeentelijke dwang ook lijn 1 (de huidige Kusttramlijn) ingekort tot het station. De vervangende buslijnen hadden lange tijd dezelfde lijnnummers; na een periode dat alle stadslijnen onder lijnnummer 788/1 of 788/2 vielen, werden in 2003 de oude nummers weer ingevoerd. Tramlijn 14 reed tot 1951 naar Sluis.

### Het Zwin
In 1919 nam de Compagnie het Belgische deel van het Zwin over. In 1939 kreeg dit de status van beschermd landschap. In 1952 nam Léon Lippens het initiatief tot de oprichting van Natuurreservaat Het Zwin. Dit was het eerste Belgische natuurreservaat. Destijds werd Het Zwin bedreigd door Nederlandse plannen uit 1950 tot afdamming en inpoldering van dit schorrengebied.
In 1934 schonk de Compagnie een stuk duingrond aan koning Leopold III van België. Die bouwde daar een villa, waar hij samen met koningin Astrid regelmatig verbleef. Sinds Astrid in 1935 verongelukte, kwam de koning nog maar zelden in de villa. Na de Tweede Wereldoorlog nam de Compagnie de Koninklijke Villa en de tuin opnieuw in bezit. Hier stichtte Léon Lippens in 1953 Vogelpark Het Zwin. In 2006 ging het vogelpark over van de Compagnie naar de provincie West-Vlaanderen, terwijl het omliggende natuurreservaat overgenomen werd door het Agentschap voor Natuur en Bos van het Vlaamse Gewest.

## Bezienswaardigheden

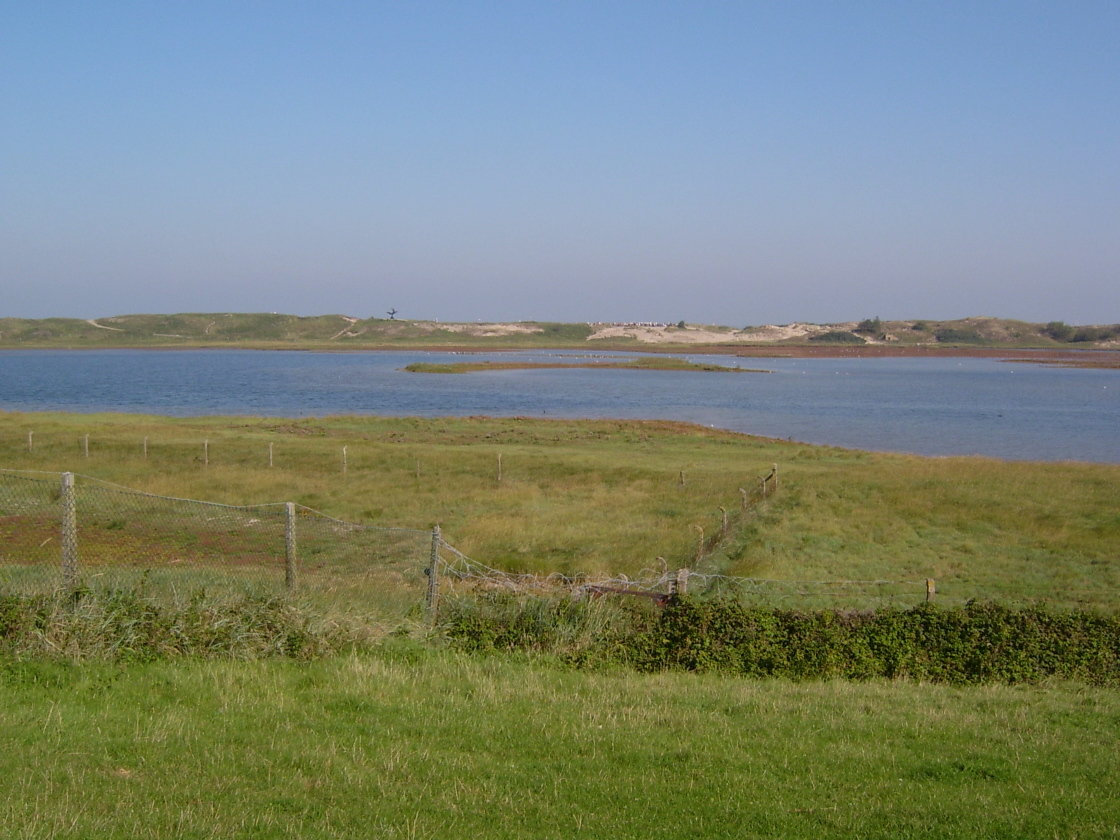
Het Zwin
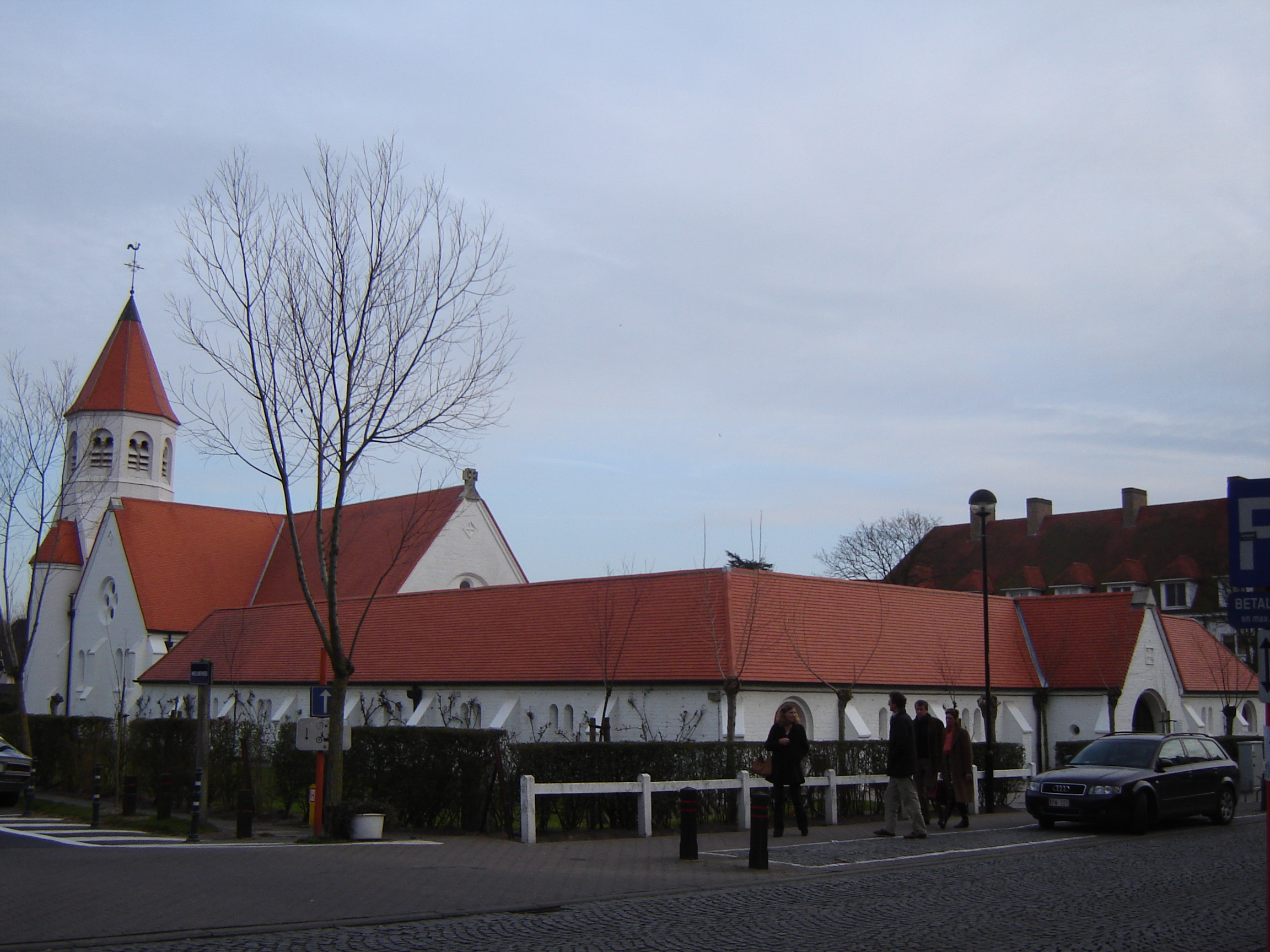
Dominicanenkerk
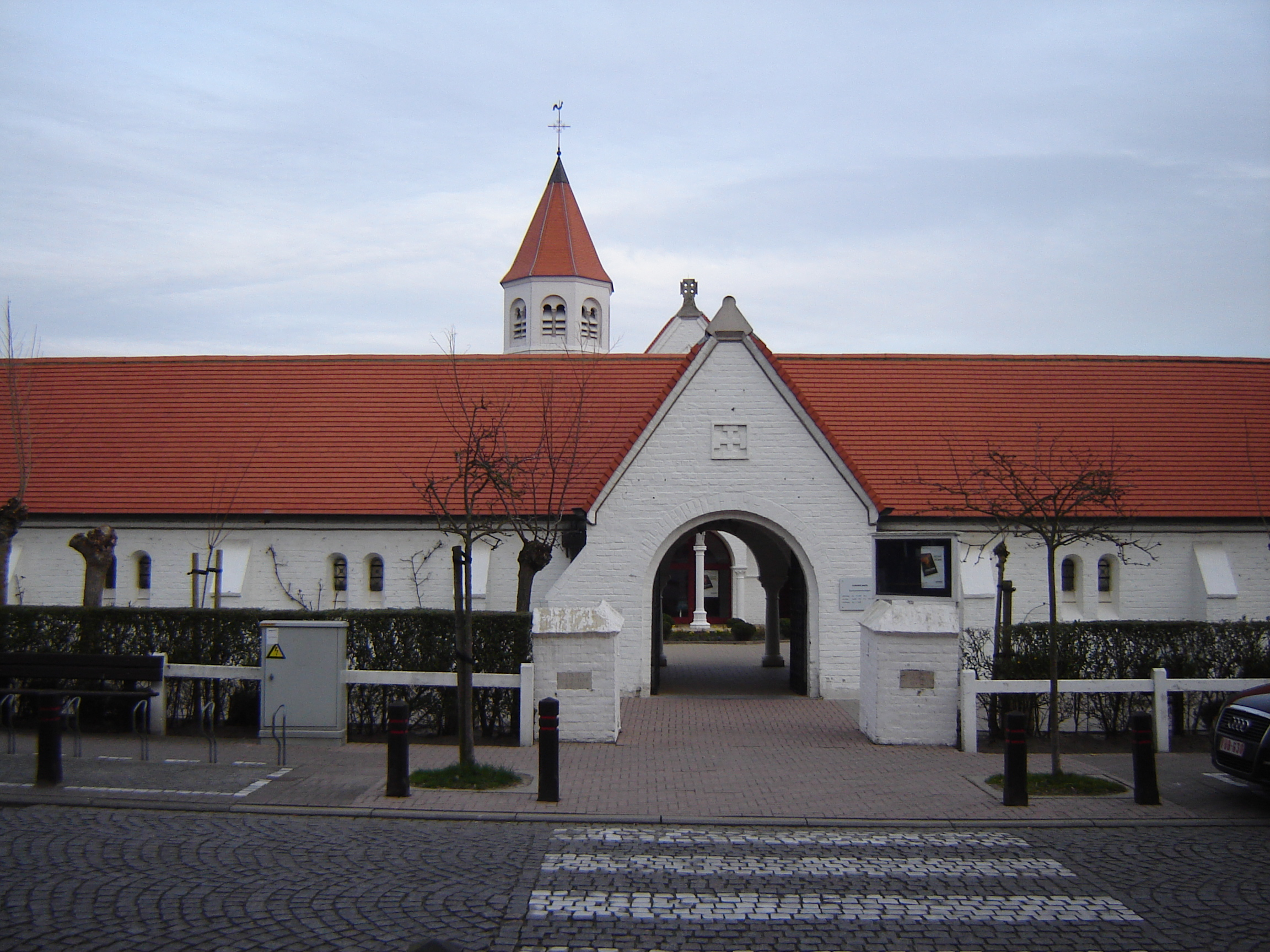
Dominicanenkerk, kruisgang

- Natuurreservaat Zwin Natuur Park, een schorren- en duingebied met vogelpark een park waar tal van inlandse vogels in gevangenschap en semi-gevangenschap worden gehouden.
- Diverse duingebieden (Vlaams natuurreservaat Zwinduinen en -polders) en het Dennenbos in de binnenduinen.
- Vlindertuin Knokke aan de Bronlaan, ten noorden van Oosthoek, een overdekte tuin waarin tal van tropische vlinders rondfladderden. Dit werd reeds gesloopt en er is een verkaveling op gepland.[(sinds) wanneer?]
- De Dominicanenkerk of kerk van de Heilige Rozenkrans, is een neoromaanse kerk die is ontworpen door Jozef Viérin en Antoine Dugardyn. Ze werd gebouwd in 1923 en bezit een kruisgang, een tuin en een pastorie.
- Saint George Anglican Church, uit 1911, in Engelse neogotiek.
- Diverse villa's uit de begintijd van de urbanisatie zijn tot monument verklaard. De stijl ervan is vaak gebaseerd op de Engelse cottagestijl. Zo zijn er twee modelvilla's uit 1909 die zich bevinden aan de Fochlaan 7 en 9, ontworpen door Adolphe Pirenne. Ook is er de Villa Rêve d'Enfant van Pirenne, waar de violist Eugène Ysaÿe heeft gewoond.

Andere bezienswaardigheden in de omgeving van Het Zoute worden beschreven onder de lemma's: Oosthoek, Zevenkote, Het Kalf, Hazegras en De Vrede.

## Nabijgelegen kernen
Knokke, Retranchement, Cadzand-Bad